# Францишково (Підляське воєводство)
Францишково (пол. Franciszkowo) — село в Польщі, у гміні Рачки Сувальського повіту Підляського воєводства.
Населення — 48 осіб (2011).
У 1975-1998 роках село належало до Сувальського воєводства.

## Демографія
Демографічна структура станом на 31 березня 2011 року:
|          | Загалом | Допрацездатний вік | Працездатний вік | Постпрацездатний вік |
| -------- | ------- | ------------------ | ---------------- | -------------------- |
| Чоловіки | 25      | 2                  | 22               | 1                    |
| Жінки    | 23      | 1                  | 19               | 3                    |
| Разом    | 48      | 3                  | 41               | 4                    |